# Jeremia treurend over de verwoesting van Jeruzalem
Jeremia treurend over de verwoesting van Jeruzalem is een schilderij van de Nederlandse kunstschilder Rembrandt van Rijn uit 1630, olieverf op paneel, 58,3 × 46,6 centimeter groot. Het stelt de profeet Jeremia voor, die het betreurt dat zijn voorspelling over de verwoesting van Jeruzalem uit Jeremia 32 en 33 is uitgekomen, en de verwoeste stad zelf naar Jeremia 39 en 52. Het werk bevindt zich sinds 1939 in de collectie van het Rijksmuseum te Amsterdam, verworven van een Zweedse eigenaar met steun van de Vereniging Rembrandt. Het geldt als 'een van de allerbeste werkstukken uit Rembrandts late Leidse jaren.'

## Bijbelse context
In Jeremia 32 en 33 voorspelt de profeet Jeremia aan koning Zedekia van Juda, de verwoesting van zijn hoofdstad Jeruzalem, als hij zich los zou maken van het Babylonische Rijk, waarvan het land toen een vazalstaat was. Het uitkomen van de profetie staat in 2 Koningen 25:1-10, 2 Kronieken 36:11-21, Jeremia 39:1-8 en 52:1-14. Zedekia sloeg Jeremia's profetie in de wind en ging een verbond aan met Egypte, waarna de Babylonische koning Nebukadnezar II in 587 voor Christus Jeruzalem innam en in vlammen deed opgaan. Zedekia werd gedwongen om de executie van zijn zonen gade te slaan, waarna hem te Ribla de ogen werden uitgestoken. Voor het volk van Juda begon vervolgens de Babylonische gevangenschap.

## Beschrijving
Jeremia treurend over de verwoesting van Jeruzalem toont de oude profeet, gezeten op een rotsachtige helling bij een zuil, uitgelicht door het verzengende vuur. De intense treurigheid die de breekbare oude man uitstraalt, is bijna voelbaar. Zijn hoofd steunt op zijn linkerhand terwijl zijn elleboog rust op een boek waar "Bibel" op staat. Op een steen naast hem liggen heiligdommen uit de verwoeste tempel: een gouden schaal en kan en boeken.
Links beneden zien we de brandende stad. De soldaten van Nebukadnezar bestormen de stad. Bij de trappen is, klein geschilderd, een man te zien die met zijn handen naar zijn ogen grijpt: het is de verblinde Zedekia. Boven de stad zweeft een mysterieuze figuur met een fakkel in de hand.
De verwoesting van Jeruzalem op de achtergrond is met losse, schetsmatige penseelstreken op het paneel gezet, in bruine en gele kleurenrelatief dun in de verf. Rembrandt maakt hier op diverse plekken gebruik van de impasto-techniek, waarbij het met een mes of het botte eind van het penseel kraste in de natte verf. Jeremia is veel verfijnder geschilderd, met aandacht voor de kleinste details. In het oog springend is Jeremia’s gerimpelde voorhoofd, waar het volle licht op valt. Extra belicht zijn ook zijn met bont afgezette mantel, het fluwelen kleed met de geborduurde rand (ook in impasto bewerkt) en het glanzende vaatwerk. Dit alles contrasteert met de verder vrij donkere voorstelling, typerend voor Rembrandts manier van werken. De profeet wordt diagonaal weergegeven, parallel aan een lichte wolk die de overgang vormt tussen de voorgrond en de achtergrond: het geeft aan dat Jeremia geen deel heeft aan de gebeurtenis, maar deze als in een visioen voor zich ziet.

## Flavius Joseph als aanvullende bron
De Bijbelse passages bieden geen verklaring voor de kostbaarheden die naast de profeet te zien zijn en die lang voor tempelschatten werden aangezien. Hier heeft Rembrandt de Bijbel gecombineerd met de Joodsche Historiën van Flavius Josephus, waarvan Rembrandt een Duitstalig exemplaar bezat. In boek tien, hoofdstuk negen van dat werk staat dat de profeet op last van Nebukadnezar werd bevrijd en werd uitgenodigd om zich in Babylon te vestigen. Ook als Jeremia dat niet wilde, moest aan al diens wensen voldaan worden. Jeremia wilde zijn geruïneerde stad niet verlaten, waarop de profeet met kostbare geschenken werd overladen. Josephus' hoofdstuk verklaart de tot een ruïne herschapen stad, de geschenken en de reistas met kruik die Jeremia onderweg nodig zou hebben bij aanvaarding van de uitnodiging.

## Eerdere interpretaties van het onderwerp

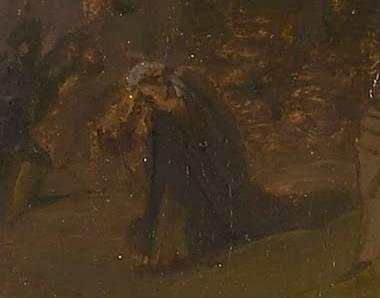
Zedekia

Gedurende de achttiende en negentiende eeuw werd de voorstelling op het schilderij op drie manieren opgevat: als een andere scène uit het Oude Testament, namelijk Lot en de brandende stad Sodom, als Anchises die bij het brandende Troje verwijlt en ook wel als een filosoof in een grot zonder allegorische betekenis. Pas aan het einde van de negentiende vond de juiste identificatie plaats, in het eerste deel van Wilhelm von Bodes achtdelige Rembrandt. Beschreibendes Verzeichnis seiner Gemälde. (Parijs, 1897-1905). De figuur Zedekia is het belangrijkste onderdeel aan de hand waaraan de voorstelling valt thuis te brengen, zelfs al bracht Rembrandt een wijziging aan ten opzichte van de Bijbelse geschiedenis, want Zedekia bevond zich volgens het verhaal niet in Jeruzalem toen hem de ogen werden uitgestoken.

## Plaats in het oeuvre
Rembrandt schilderde Jeremia treurend over de verwoesting van Jeruzalem op 24-jarige leeftijd, nog in zijn Leidse periode. Zo jong als hij was, in het uitbeelden van emoties toonde hij zich al een ware meester. Ook toont het schilderij zijn bijzondere interesse in Bijbelse onderwerpen nog voordat hij naar Amsterdam verhuisde. Vanwege de ambitieuze opzet en gevarieerde behandeling wordt het werk algemeen beschouwd als een hoogtepunt uit zijn vroege oeuvre.

## Geraadpleegde literatuur
- Pieter van Thiel (1991). 'De profeet Jeremia treurend over de verwoesting van Jeruzalem.' In Christopher Brown, Jan Kelch & Pieter van Thiel, Rembrandt: De Meester en zijn Werkplaats. Schilderijen. Rijksmuseum Amsterdam en Waanders Uitgevers, Zwolle, p. 144 en 146. ISBN 9066302984
- Judikje Kiers, Fieke Tissink: Der Glanz des Goldenen Jahrhunderts. Holländische Kunst des 17.Jahrhunderts. Gemälde, Bildhauerkunst und Kunstgewerbe. Waanders, Zwolle, 2000, blz. 88. ISBN 9040094365